# Taghring
Taghring (nep. ताघ्रिङ) – gaun wikas samiti w zachodniej części Nepalu w strefie Gandaki w dystrykcie Lamjung. Według nepalskiego spisu powszechnego z 2001 roku liczył on 454 gospodarstw domowych i 2358 mieszkańców (1206 kobiet i 1152 mężczyzn).